# 소금꽃어린이도서관

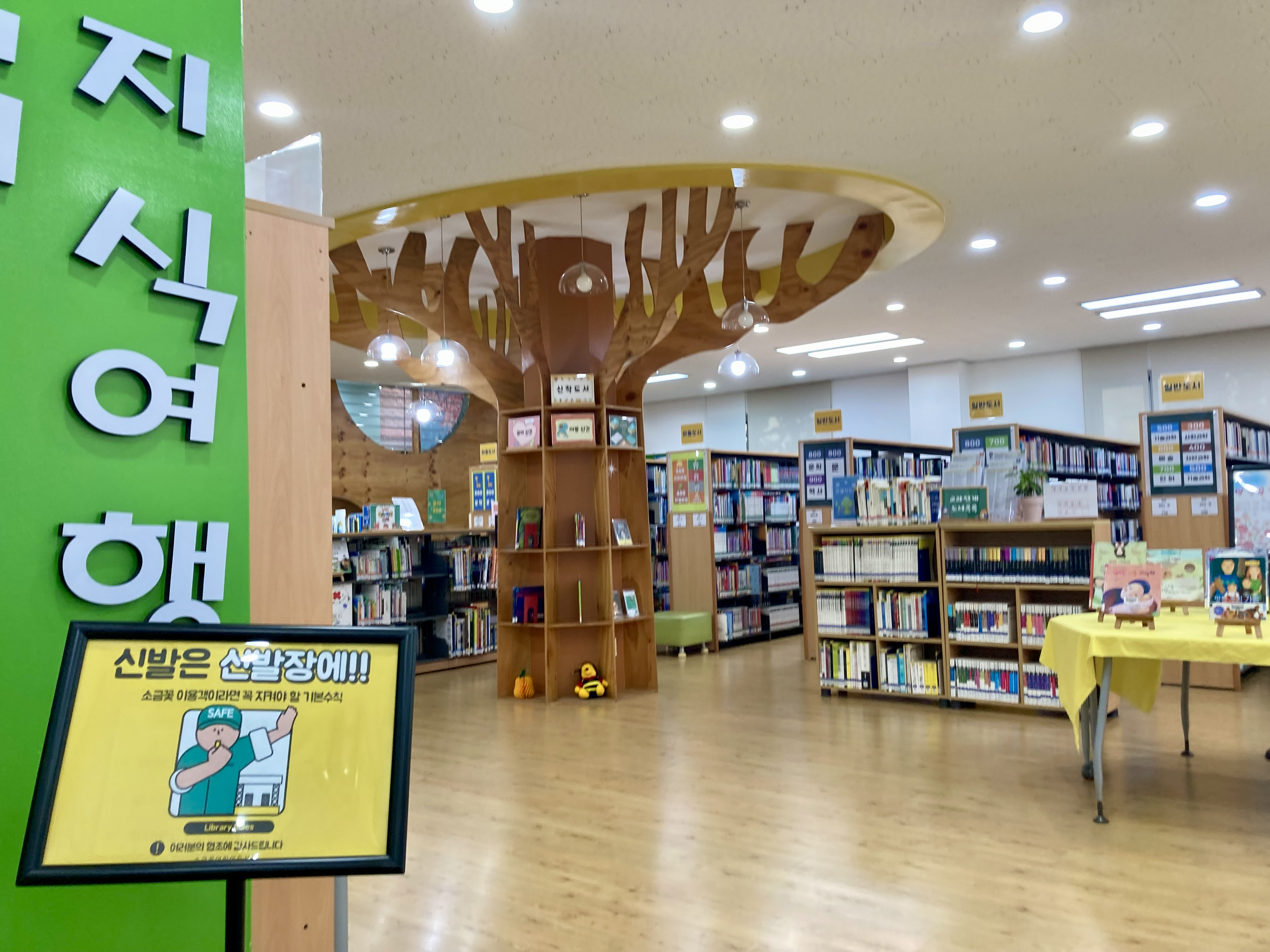
소금꽃도서관 내부

소금꽃어린이도서관은 인천광역시 미추홀구 석정로462번길 7에 소재한 미추홀구의 어린이도서관이다. 2010년 8월 20일 주안5동 어린이 도서관으로 개관하였고, 구립도서관으로서 자료를 이용 가능하다.

## 설명
지상 2층, 총면적은 597.48㎡으로 이루어져 있다.

## 시설
유아열람실, 영유아수면실, 사무실, 세미나실, 화장실 등이 있으며 구립도서관으로서 정기휴관일은 국경일, 정부가 지정한 공휴일을 따르며 운영된다.

## 운영
오전 10시부터 오후 6시까지 운영된다. 도서관의 명칭은 구민 공모로 이루어졌다. 2024년 기준 자료 수는 21,996권, 열람좌석수 25개, 개인 대출가능 권수/일수는 5권, 15일이다.
| 실명   | 요일 | 여는 시간 | 닫는 시간 |
| ------ | ---- | --------- | --------- |
| 자료실 | 평일 | 10:00     | 18:00     |
| 〃     | 주말 | 10:00     | 18:00     |

## 같이 보기
- 인천광역시미추홀도서관